# Эд I де Пентьевр
Эд I (также Эон I; фр. Éon I de Penthièvre; около 999 — 7 января 1079) — первый граф де Пентьевр с 1035 года и герцог Бретани с 1 октября 1040 года.

## Биография

### Правление
В 1031 году Эд, сын герцога Бретани и графа Ренна Жоффруа I и Авуазы Нормандской, вместе со своим братом, герцогом Бретани Аленом III, сделал пожертвование в аббатство Мон-Сен-Мишель, а в следующем году основал аббатство Сен-Жорж в Ренне, где первой настоятельницей стала его сестра Адела.
После спора с братом Аленом III и дядей, епископом Ванна Юдикаэлем, в 1035 году Эд I получил в апанаж от Алена III графство Пентьевр, в которое входили епархии Сен-Бриё, Сен-Мало, Трегье и Доль и сеньории Гоэлё, Авогур и Ламбаль.
После смерти в 1040 году Алена III графом Ренна и герцогом Бретани стал его сын Конан II. Однако он был в то время несовершеннолетним, и воспользовавшись этим Эд I захватил герцогство Бретань, объявив себя регентом своего племянника. Он взял под стражу Конана и держал его в заложниках до октября 1047 года, когда тот освободился из-под его регентства. Это произошло после того как Эд окончательно проиграл войну с герцогом Нормандии Вильгельмом Завоевателем, разгромившим его в битве в долине Дюн. В 1062 году был заключён мирный договор между Конаном II и старшим сыном Эда Жоффруа, ведшим войну с герцогом в одиночку.
В 1052 году граф Анжу Жоффруа III Бородатый договорился о мире с королём Франции Генрихом I: опасаясь возросшей мощи Вильгельма Завоевателя, тот стал из его союзника противником. С этого времени Генрих I начал подстрекать внутренних и внешних врагов нормандского герцога, в числе которых оказался и Эд I. В 1054 году началось крупномасштабное вторжение армии Генриха I. В нём участвовали отряды Эда. Вскоре Генрих был разбит вблизи Мортемера, после чего Эд вернулся в Бретань.
В 1075 году Эд I принял участие в восстании феодалов Бретани против Хоэля II, преемника Конана II. Эд умер 7 января 1079 года и был похоронен в соборе Сент-Брие.

### Семья
Жена: Агнес де Корнуай, дочь графа Корнуая Алена. Дети:
- Жоффруа I (погиб в битве при Доле 24 августа 1091/1093) — граф де Пентьевр с 1079 года
- Ален Рыжий (около 1040 — 4 августа 1089) — участник нормандского завоевания Англии
- Гильом
- Роберт (умер после 1083)
- Ричард
- Этьен I (1058/1062 — 21 апреля 1135/1136) — граф де Пентьевр с 1093 года.

Эд также имел восемь внебрачных детей от неизвестной:
- Бриан (умер в 1086), участник нормандского завоевания Англии
- Ален Чёрный (умер в 1098), участник нормандского завоевания Англии
- Дерьен
- Бодин
- Рибальд
- Бардульф
- Арно
- Неизвестная дочь.